# Agustín Basave Alanís
Agustín Carlos Basave Alanís (Monterrey, Nuevo León, 21 de octubre de 1983) es un político mexicano, integrante del partido Movimiento Ciudadano. Fue diputado federal para el periodo de 2021 a 2024.

## Biografía
Es hijo del político Agustín Basave Benítez, diputado federal y presidente del Partido de la Revolución Democrática (PRD) y nieto del abogado y filósofo Agustín Basave Fernández del Valle. Es licenciado en Derecho por el Instituto Tecnológico y de Estudios Superiores de Monterrey (ITESM) y maestro en Política Pública por la Escuela de Gobierno de la Universidad de Oxford. Fue asistente de investigación en la Suprema Corte de Justicia de la Nación en 2004 y ejerció como docente en la Facultad de Derecho y Criminología de la Universidad Autónoma de Nuevo León (UANL) de 2010 a 2015.
Ejerció su profesión de forma particular como prácticante en el despacho jurídico «Quintero & Quintero» de 2005 a 2007, abogado asociado de la firma jurídica «Baker & McKenzie» de 2007 a 2009 y cofundador del despacho jurídico «Basave Colosio Sánchez» en 2009, junto a su hermano Alejandro Basave, Luis Donaldo Colosio Riojas y Manuel Sánchez O’Sullivan. En 2012 fue coordinador general de campaña de candidata al Senado de la República y en las elecciones federales de 2018 fue candidato de Movimiento Ciudadano a diputado federal por el Distrito 6 de Nuevo León, quedó en tercer lugar de las preferencias electorales con el 20.32% de los votos, frente al 31.92% de la ganadora, la candidata del PAN Annia Gómez Cárdenas y el 22.90% de la candidata de la coalición Juntos Haremos Historia Judith Grace.
En 2019 fue elegido presidente estatal de Movimiento Ciudadano en Nuevo León y en 2021 fue coordinador general de la campaña de Luis Donaldo Colosio Riojas a presidente municipal de Monterrey. En mismo 2021 es elegido diputado federal por el principio de representación proporcional a la LXV Legislatura que concluyó en 2024. En esta legislatura fue secretario de las comisiones de Educación; y, de Seguridad Ciudadana; así como integrante de la comisión de Asuntos Frontera Norte. Se separó del cargo por licencia el 26 de enero de 2023 para asumir la secretaría del Ayuntamiento de Monterre, en sustitución de Lucía Riojas Martínez; hasta el 23 de noviembre del mismo año en que pasó al cargo de Jefe de Gabinete del mismo ayuntamiento. y permaneció en el hasta el 1 de marzo de 2024 en que se reincorporó a su curul como diputado federal.